# Орден Святого Ремігія

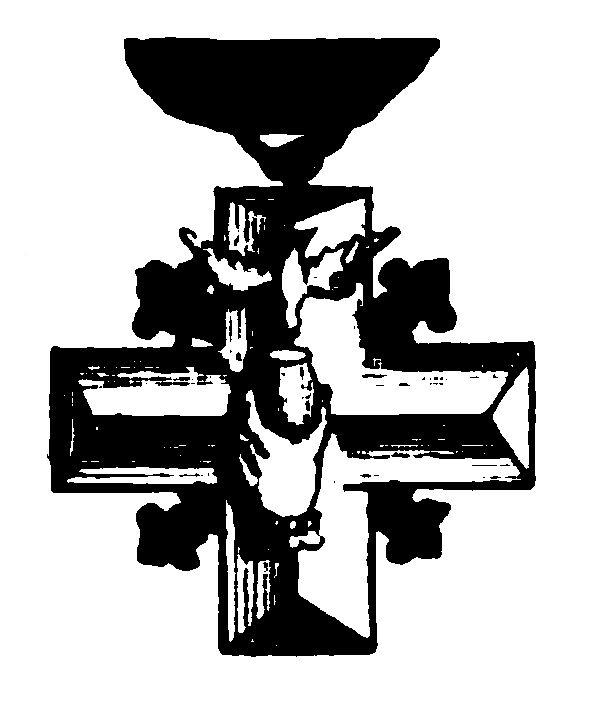
Символ ордену

Орден Святого Ремігія або Орден Святого Ремі — міфічний лицарський орден, який за пізнішими переказами було засновано королем франків Хлодвіґом I 496 року. Також відомий як Орден Святої Чаши чи Орден Святої Ампули.
Про орден відомо небагато, і він вважається міфічним, що існував лише в пізніших легендах. Символом ордену вважається хрест, на якому зображено голуба (Святий Дух) та чашу. Традиційно Орден відносять до перших орденів Франції, але історичні відомості про лицарські ордени до часів хрестових походів є непідтверженими. Їх відносять до пізнішого часу.
За легендою, Орден було засновано після чудесного хрещення короля Хлодвіґа, коли, згідно з легендою, з небес зійшла чаша, наповнений святою олією. Згідно з Юстиніаном, 485 року, інші джерела згадують 496 рік, орден Святого Ремігія був заснований чотирма французькими баронами. Чотири вельможі, барони Тер’єр, Балластро, Сонастер і Лауренсу, були васалами монастиря Святого Ремігія в Реймсі і несли балдахін над чашою зі святою олією «з небес» під час церемонії коронації королів Франції. Всі французькі королі аж до Шарля X були помазані цією олією в Реймсі. 
У праці "du Sacre des Rois", написаній 1643 року, про коронацію Людовика XIII, пишеться про цей орден. Більш ранні джерела та історики не згадують цей орден. 